# 분데스리가 1990-91
푸스볼-분데스리가 1990-91은 서독의 축구 1부리그인 푸스볼-분데스리가의 28번째 시즌이다. 이 시즌은 1990년 8월 8일에 시작되어 1991년 6월 15일에 종료되었다. 바이에른 뮌헨은 전 시즌 챔피언이었다.
1990년 10월 3일, 독일의 재통일로 인해 구 서독의 클럽들만 참여할 수 있었던 마지막 시즌으로, 이 다음 시즌부터 구 동독의 클럽들도 푸스볼-분데스리가에 참여할 수 있게 되었다.

## 대회 형식
리그의 각 팀들은 다른 팀들을 상대로 각 두 번씩, 즉 홈경기 한 번, 원정경기 한 번씩을 치르게 된다. 경기에서 승리 시 승점 2점을 받으며, 무승부를 거둘 경우 승점 1점을 챙길 수 있다. 두 팀 이상이 승점에서 동률을 이룰 경우, 이들 간의 순위는 골득실로 결정되며, 그래도 동률이면 다득점으로 결정된다. 시즌이 끝나고, 가장 많은 승점을 획득한 팀이 우승을 거두게 되며, 반대로 승점이 가장 적은 두 팀은 2. 푸스볼-분데스리가로 강등된다. 뒤에서 3위로 시즌을 마감한 팀은 2. 푸스볼-분데스리가의 3위와 홈앤 어웨이 방식의 강등 / 승격 플레이오프를 치러 잔류 여부를 결정짓는다.

## 1989-90 시즌으로부터의 팀 변경
만하임과 홈부르크는 최하위 두 자리를 가져감에 따라 2. 푸스볼-분데스리가로 강등되었다. 그들의 자리는 헤르타 BSC와 바텐사이트 09가 가져갔다. 강등 / 승격 플레이오프에 참여한 보훔은 자르브뤼켄을 상대로 합계에서 우위를 점하며 푸스볼-분데스리가 잔류를 확정지었다.

## 참가 팀
| 구단             | 위치                 | 홈구장                   | 수용 인원 |
| ---------------- | -------------------- | ------------------------ | --------- |
| 뉘른베르크       | 뉘른베르크           | 프랑켄슈타디온           | 64,238    |
| 도르트문트       | 도르트문트           | 베스트팔렌슈타디온       | 54,000    |
| 뒤셀도르프       | 뒤셀도르프           | 라인슈타디온             | 59,600    |
| 레버쿠젠         | 레버쿠젠             | 울리히-하벌란트-슈타디온 | 20,000    |
| 묀헨글라트바흐   | 묀헨글라트바흐       | 뵈켈베르크 슈타디온      | 34,500    |
| 바이에른 뮌헨    | 뮌헨                 | 뮌헨 올림픽 스타디움     | 70,000    |
| 바텐샤이트 09    | 보훔-바텐샤이트      | 로어하이데 슈타디온1     | 15,000    |
| 보훔             | 보훔                 | 루르슈타디온             | 40,000    |
| 베르더 브레멘    | 브레멘               | 베저슈타디온             | 32,000    |
| 슈투트가르트     | 슈투트가르트         | 네카어슈타디온           | 72,000    |
| 위르딩겐         | 크레펠트             | 그로텐부르크-슈타디온    | 34,500    |
| 장크트 파울리    | 함부르크             | 슈타디온 암 밀레온토어   | 18,000    |
| 카를스루에       | 카를스루에           | 빌트파르크슈타디온       | 50,000    |
| 카이저슬라우테른 | 카이저슬라우테른     | 베첸베르크 슈타디온      | 42,000    |
| 쾰른             | 쾰른                 | 뮌게르스도퍼슈타디온     | 61,000    |
| SGE 프랑크푸르트 | 프랑크푸르트 암 마인 | 발트슈타디온             | 62,000    |
| 함부르크         | 함부르크             | 폴크스파르크슈타디온     | 62,000    |
| 헤르타 BSC       | 베를린               | 베를린 올림픽 스타디움   | 76,000    |

1 바텐샤이트 09는 홈구장을 푸스볼-분데스리가의 기준에 맞게 하도록 리모델링을 함에 따라, 처음 6번의 홈경기를 루르슈타디온에서 치렀다.
- 지도 참고:
  - DOR = 도르트문트; DÜS = 뒤셀도르프; LEV = 레버쿠젠; MGL = 묀헨글라트바흐; W09 = 바텐샤이트 09; BOC = 보훔; UER = 위르딩겐; KÖL = 쾰른

## 리그 순위
| 순위 | 팀                   | 경기 | 승 | 무 | 패 | 득 | 실 | 차  | 승점 | 참가 및 강등                        |
| ---- | -------------------- | ---- | -- | -- | -- | -- | -- | --- | ---- | ----------------------------------- |
| 1    | 카이저슬라우테른 (C) | 34   | 19 | 10 | 5  | 72 | 45 | +27 | 48   | 유러피언컵 1991-92 1라운드          |
| 2    | 바이에른 뮌헨        | 34   | 18 | 9  | 7  | 74 | 41 | +33 | 45   | UEFA컵 1991-92 1라운드              |
| 3    | 베르더 브레멘        | 34   | 14 | 14 | 6  | 46 | 29 | +17 | 42   | UEFA 컵위너스컵 1991-92 1라운드     |
| 4    | SGE 프랑크푸르트     | 34   | 15 | 10 | 9  | 63 | 40 | +23 | 40   | UEFA컵 1991-92 1라운드              |
| 5    | 함부르크             | 34   | 16 | 8  | 10 | 60 | 38 | +22 | 40   | UEFA컵 1991-92 1라운드              |
| 6    | 슈투트가르트         | 34   | 14 | 10 | 10 | 57 | 44 | +13 | 38   | UEFA컵 1991-92 1라운드1             |
| 7    | 쾰른                 | 34   | 13 | 11 | 10 | 50 | 43 | +7  | 37   |                                     |
| 8    | 레버쿠젠             | 34   | 11 | 13 | 10 | 47 | 46 | +1  | 35   |                                     |
| 9    | 묀헨글라트바흐       | 34   | 9  | 17 | 8  | 49 | 54 | -5  | 35   |                                     |
| 10   | 도르트문트           | 34   | 10 | 14 | 10 | 46 | 57 | -11 | 34   |                                     |
| 11   | 바텐샤이트 09        | 34   | 9  | 15 | 10 | 42 | 51 | -9  | 33   |                                     |
| 12   | 뒤셀도르프           | 34   | 11 | 10 | 13 | 40 | 49 | -9  | 32   |                                     |
| 13   | 카를스루에           | 34   | 8  | 15 | 11 | 46 | 52 | -6  | 31   |                                     |
| 14   | 보훔                 | 34   | 9  | 11 | 14 | 50 | 52 | -2  | 29   |                                     |
| 15   | 뉘른베르크           | 34   | 10 | 9  | 15 | 40 | 54 | -14 | 29   |                                     |
| 16   | 장크트 파울리 (O)    | 34   | 6  | 15 | 13 | 33 | 53 | -20 | 27   | 강등 / 승격 플레이오프              |
| 17   | 위르딩겐 (R)         | 34   | 5  | 13 | 16 | 34 | 54 | -20 | 23   | 2. 푸스볼-분데스리가 1991-92로 강등 |
| 18   | 헤르타 BSC (R)       | 34   | 3  | 8  | 23 | 37 | 84 | -47 | 14   | 2. 푸스볼-분데스리가 1991-92로 강등 |

출처: (독일어) www.dfb.de 

순위 결정 우선순위는 다음에 의해 결정된다: 1) 승점; 2) 골득실; 3) 다득점 

독일의 재통일로 인해 구 동독의 2팀을 푸스볼-분데스리가에 합류시킴에 따라 1991-92 시즌 참가 팀수가 20팀으로 증가하였다. 

1 베르더 브레멘이 UEFA 컵위너스컵 1991-92 진출권을 획득하였으므로, UEFA컵 1991-92 진출권은 슈투트가르트의 몫이 되었다. 

(C) = 우승; (R) = 강등; (P) = 승격; (O) = 플레이오프 승자; (A) = 다음 라운드 진출 

시즌이 종료되지 않았을때에만 다음을 사용: 

(Q) = 해당 라운드 진출; (TQ) = 토너먼트 진출, 그러나 진출 라운드 미정; (DQ) = 진출 무효

### 승격 / 강등 플레이오프
장크트 파울리는 정규리그를 16위로 마감하였다. 그에 따라 장크트 파울리는 2. 푸스볼-분데스리가 3위인 키커스와 강등 / 승격 플레이오프에 참하였다. 두 팀은 홈앤 어웨이 합계로 2-2 무승부를 거두었다. 홈앤 어웨이 경기 이후, 세 번째 경기가 중립 경기장에서 치루어지게 되었다. 키커스는 중립 경기장에서 3-1 승리를 기록하며 분데스리가 승격을 확정시켰다.
| 장크트 파울리 | 1–1               | 키커스   |
| ------------- | ----------------- | -------- |
| 골케 31′      | (리포트) (독일어) | 마린 88′ |

| 키커스       | 1–1               | 장크트 파울리 |
| ------------ | ----------------- | ------------- |
| 슈바르츠 25′ | (리포트) (독일어) | 골케 51′      |

| 키커스                             | 3–1               | 장크트 파울리 |
| ---------------------------------- | ----------------- | ------------- |
| 폴머 21′ · 카야소 35′ · 펜글러 42′ | (리포트) (독일어) | 네벨 37′      |

## 결과
| 홈\원정1         | BSC | BOC | BRE | DOR | DÜS | FRA | HAM | KAI | KAR | KÖL | LEV | MGL | FCB | NUR | STP | STU | UER | W09 |
| ---------------- | --- | --- | --- | --- | --- | --- | --- | --- | --- | --- | --- | --- | --- | --- | --- | --- | --- | --- |
| 헤르타 BSC       | -   | 2–4 | 0–0 | 2–2 | 0–1 | 1–0 | 1–4 | 0–2 | 1–1 | 0–0 | 1–2 | 1–1 | 0–0 | 2–4 | 1–2 | 0–2 | 0–0 | 2–3 |
| 보훔             | 4–2 | -   | 1–2 | 2–2 | 0–0 | 0–0 | 0–1 | 0–2 | 0–1 | 1–0 | 3–1 | 3–0 | 1–2 | 0–0 | 3–0 | 1–1 | 0–2 | 0–0 |
| 베르더 브레멘    | 6–0 | 2–1 | -   | 1–1 | 3–1 | 1–1 | 3–1 | 1–2 | 2–0 | 2–1 | 1–1 | 3–0 | 1–0 | 0–0 | 1–0 | 0–1 | 4–3 | 1–1 |
| 도르트문트       | 3–1 | 1–0 | 1–1 | -   | 1–1 | 0–3 | 1–1 | 0–2 | 2–2 | 1–2 | 1–1 | 1–1 | 2–3 | 0–2 | 5–2 | 0–3 | 1–0 | 2–2 |
| 뒤셀도르프       | 4–2 | 3–4 | 1–2 | 0–0 | -   | 1–0 | 2–1 | 0–0 | 5–2 | 0–2 | 0–2 | 4–1 | 1–2 | 3–0 | 0–0 | 0–4 | 0–2 | 2–1 |
| SGE 프랑크푸르트 | 5–1 | 1–1 | 0–0 | 3–1 | 5–1 | -   | 0–6 | 4–3 | 3–0 | 1–0 | 3–1 | 5–1 | 1–4 | 0–1 | 1–1 | 4–0 | 4–0 | 4–0 |
| 함부르크         | 2–0 | 1–0 | 3–2 | 4–0 | 1–0 | 0–1 | -   | 1–3 | 2–2 | 1–1 | 3–1 | 3–0 | 2–3 | 4–0 | 5–0 | 2–0 | 2–0 | 0–0 |
| 카이저슬라우테른 | 4–3 | 4–1 | 1–0 | 2–2 | 0–0 | 1–1 | 1–0 | -   | 3–2 | 2–2 | 2–1 | 2–3 | 2–1 | 3–1 | 1–0 | 2–0 | 2–0 | 1–1 |
| 카를스루에       | 3–0 | 3–2 | 1–1 | 1–2 | 1–1 | 2–2 | 2–2 | 4–2 | -   | 1–1 | 2–0 | 3–2 | 2–3 | 2–0 | 1–1 | 0–0 | 2–0 | 1–3 |
| 쾰른             | 2–1 | 0–0 | 1–0 | 0–1 | 1–1 | 2–1 | 1–0 | 2–6 | 0–0 | -   | 1–1 | 1–3 | 4–0 | 3–1 | 2–0 | 1–6 | 3–1 | 1–1 |
| 레버쿠젠         | 3–1 | 4–2 | 0–0 | 1–2 | 1–1 | 2–2 | 2–2 | 2–2 | 1–0 | 2–0 | -   | 2–5 | 1–2 | 2–2 | 3–1 | 0–0 | 1–0 | 2–1 |
| 묀헨글라트바흐   | 2–0 | 1–2 | 1–1 | 2–1 | 2–0 | 1–1 | 1–1 | 2–2 | 2–1 | 2–2 | 1–1 | -   | 1–1 | 2–0 | 1–1 | 2–0 | 1–1 | 1–1 |
| 바이에른 뮌헨    | 7–3 | 2–2 | 1–1 | 2–3 | 0–1 | 2–0 | 6–1 | 4–0 | 3–0 | 2–2 | 1–1 | 4–1 | -   | 1–0 | 0–1 | 2–1 | 2–2 | 7–0 |
| 뉘른베르크       | 1–4 | 3–2 | 2–3 | 1–1 | 3–0 | 0–2 | 3–1 | 1–4 | 0–0 | 0–4 | 1–0 | 2–2 | 0–1 | -   | 5–2 | 0–1 | 1–1 | 4–2 |
| 장크트 파울리    | 2–2 | 3–3 | 0–0 | 0–2 | 2–3 | 1–1 | 0–2 | 1–0 | 2–0 | 2–0 | 1–0 | 1–1 | 0–0 | 0–0 | -   | 2–2 | 1–1 | 1–1 |
| 슈투트가르트     | 4–0 | 2–2 | 0–1 | 7–0 | 1–1 | 2–1 | 2–0 | 2–2 | 2–2 | 3–2 | 0–2 | 1–1 | 0–3 | 2–1 | 2–1 | -   | 3–1 | 1–4 |
| 위르딩겐         | 1–2 | 4–1 | 0–0 | 1–3 | 1–2 | 2–3 | 0–0 | 3–7 | 1–1 | 1–3 | 1–1 | 1–1 | 1–1 | 0–0 | 2–0 | 2–0 | -   | 0–2 |
| 바텐샤이트 09    | 3–1 | 0–4 | 2–0 | 1–1 | 2–0 | 1–0 | 0–1 | 0–0 | 1–1 | 0–3 | 1–2 | 1–1 | 3–2 | 0–1 | 2–2 | 2–2 | 0–0 | -   |

출처: (독일어) www.dfb.de 

1 홈팀은 왼쪽 열의 팀이다. 

청색은 홈팀 승리를, 홍색은 원정팀 승리를, 황색은 무승부를 의미

## 득점 집계
21골
- 롤란트 볼파르트 (바이에른 뮌헨)

20골
- 얀 푸르토크 (함부르크)

16골
- 안드레아스 묄러 (도르트문트)

15골
- 토마스 알로프스 (뒤셀도르프)
- 윈턴 루퍼 (베르더 브레멘)

14골
- 마우리스 바나흐 (쾰른)

13골
- 술레이망 사네 (바텐샤이트 09)

12골
- 한스-예르크 크린즈 (묀헨글라트바흐)
- 프리츠 발터 (슈투트가르트)

11골
- 울프 키르스텐 (레버쿠젠)
- 슈테판 쿤 (보훔)
- 슈테판 쿤츠 (카이저슬라우테른)
- 난두 (함부르크)
- 마티아스 자머 (슈투트가르트)
- 라이너 쉬털레 (카를스루에)

## 챔피언 스쿼드
| 1. FC 카이저슬라우테른 |
| 골키퍼: 게랄트 에어만 (33); 미하엘 제어 (2). 수비수: 마르코 하버 (28 / 5); 미로슬라프 카들레츠 (28 / 2); 마르쿠스 크란츠 (23 / 2); 라인하트 슈툼프 (21 / 1); 요아힘 슈타들러 (13 / 1); 카이 프리트만 (13); 로저 루츠 (5 / 1). 미드필더: 우베 셰어 (31 / 2); 귀도 호프만 (29 / 7); 마르쿠스 슈프 (24 / 3); 토마스 둘리 (23 / 4); 비야르네 골드베크 (22 / 4); 라이너 에언슈트 (18 / 2); 프랑크 렐레 (13 / 3); 토마스 리히터 (13); 악셀 로우스 (9); 카이 크레머 (1). 공격수: 데미르 호티치 (29 / 9); 슈테판 쿤츠 (27 / 11); 브루노 라바디아 (22 / 9); 베른하르트 빈클러 (10 / 4); 로베르트 치머만 (1). (괄호 안은 경기 출장 횟수 / 득점 횟수를 나타낸 것임) 감독: 카를-하인츠 펠트캄프. 명단에 있지만 출장 기록이 없는 선수: 엘비스 하이라디노비치; 토마스 레너. 시즌도중 이적: 없음. |

## 같이 보기
- DFB-포칼 1990-91
- 2. 푸스볼-분데스리가 1990-91
- NOFV-오베르리가 1990-91 (구 DDR 오버리가)